# Heilige Familie (Rüdersdorf bei Berlin)

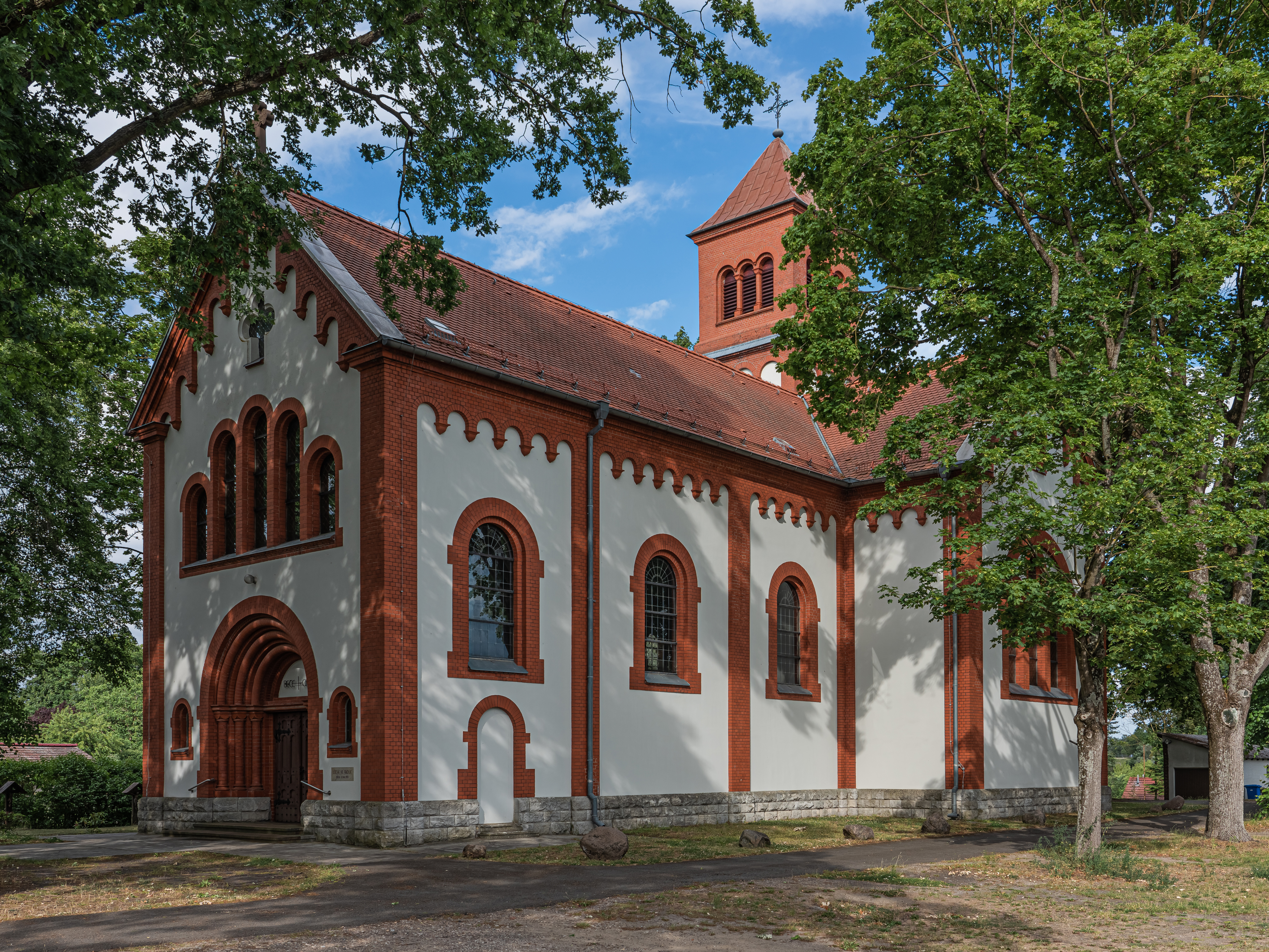
Heilige Familie (Rüdersdorf bei Berlin)

Die römisch-katholische, denkmalgeschützte Pfarrkirche Heilige Familie steht in Rüdersdorf bei Berlin, einer Gemeinde im Landkreis Märkisch-Oderland in Brandenburg. Die Kirchengemeinde gehört zum Erzbistum Berlin.

## Beschreibung
Die neuromanische Kreuzkirche wurde 1905 nach einem Entwurf von Engelbert Seibertz gebaut. Sie besteht aus einem Langhaus mit drei Fensterachsen, einem Querschiff, einem eingezogenen, gerade geschlossenen Chor im Osten und einem Chorflankenturm an dessen Nordwand, der in seinem obersten Geschoss hinter den als Triforien gestalteten Klangarkaden den Glockenstuhl beherbergt, und der mit einem Pyramidendach bedeckt ist. Die Wände sind verputzt, die Gewände der Fenster und Portale, die Lisenen und das Traufgesims sind aus Backsteinen. Über dem Portal in der Fassade im Westen befindet sich eine Gruppe aus fünf in der Höhe gestaffelten Bogenfenstern.